# Shake n’ Vac
Glade Shake n' Vac — порошковый освежитель для ковров. Порошок вытряхивают на ковёр перед использованием пылесоса. Средство продаётся в Великобритании компанией S.C. Johnson & Son. Впервые проданный в 1979 году, продукт стал хорошо известен благодаря популярной в 1980-е годы телевизионной рекламе «Танцующая женщина» (англ. «Dancing Woman»), а телевизионная реклама была признана одной из самых популярных в Великобритании.

## Реклама
В рекламе, появившейся в начале 1980-х годов, была изображена английская актриса Дженни Логан, танцующая в типичной британской гостиной на высоких каблуках, стряхивающая порошок на ковёр и пылесосящая его. В то же время она пела музыкальный джингл. Главный текст песни звучит так: «Сделай Shake n' Vac и верни свежесть» (англ. «do the Shake n' Vac, and put the freshness back»). Рекламный ролик был спродюсирован рекламным агентством Benton and Bowles, сценаристом и художником выступили Питер Уэст и Гай Уинстон, а продюсером выступил Саймон Уэллс. Режиссёром выступил Боб Махони. Песня была написана английской актрисой, автором песен и комедийной актрисой Кейт Роббинс.
Хотя продукт Shake n' Vac продавался в магазинах с 1979 года, забастовка ITV в 1979 году привела к тому, что телевизионная реклама была отложена до 1980 года.
Джингл был выполнен в стиле рок-н-ролл 1950-х годов, очень популярном в Великобритании в 1970-х и 1980-х годах. В 2000 году реклама заняла 18-е место в программе Channel 4 «100 величайших телевизионных рекламных объявлений», а в 2005 году — в списке ITV.